# Perímetro Florestal da Herdade da Contenda
O Perímetro Florestal da Herdade da Contenda ou Perímetro Florestal da Contenda ou ainda Herdade da Contenda,  situa-se no extremo ocidental da Serra Morena, na Freguesia de Santo Aleixo da Restauração, Município de Moura, Distrito de Beja, à latitude Norte de 38º 01’ e longitude de 7º 13’. Possui uma área total de 5.270,5 ha dividida em três áreas distintas: Contenda Norte, Zona Intermédia e Contenda Sul.
A Norte, o seu limite encontra-se confinado com o Concelho de Barrancos, a partir da confluência entre a Ribeira de Arroios e a Ribeira de Murtigão, seguindo sempre por aquela até ao ponto em que começa a servir de fronteira, onde se instalou o marco com o número 992. A Este, desde o marco com o número 992 ao 1006, e a Sul, desde o marco 1006 ao marco 1011, é delimitada pela fronteira de Espanha e pelo Barranco das Cortes.
A Oeste, partindo do marco 1011, sobe o barranco das Cortes até ao marco geodésico, denominado Alquerque, descendo por uma linha de festo na direcção NE até à Ribeira de Paes Joanes; segue depois esta ribeira até à sua confluência com a Ribeira do Murtigão e ainda o Murtigão até à junção com a Ribeira do Arroio, sendo limitada por várias propriedades rústicas: Herdade da Cabeça de Porco, Herdade do Monte Azul do Baldio da Paula, Herdade de Malheiros e Baldio dos Ferragiais.
Os principais acessos à propriedade são a Norte, pelo Monte 25 que liga à estrada de Santo Aleixo da Restauração – Barrancos, e a Sul pelo Vale Malhão, que liga à estrada que dá acesso a Santo Aleixo da Restauração.
Este Perímetro Florestal foi submetido ao Regime Florestal Parcial Facultativo, por solicitação da Câmara de Moura.

## História
Propriedade da Câmara Municipal de Moura, a gestão e ocupação da Contenda foi variando ao longo do tempo. A sua área foi dividida em lotes, arrendados a agricultores, onde se efectuava a pastorícia e a cultura de cereais de sequeiro que, na maior parte dos locais não era rentável, sendo o contrabando uma fonte alternativa de receitas, principalmente no período que sucedeu à Guerra Civil de Espanha.
A partir de 1957, os Serviços Florestais passaram a intervir na Contenda Sul, a pedido da Câmara Municipal de Moura, uma intervenção sujeita ao pagamento de renda ao município, passando a estar submetida ao Regime Florestal Parcial iniciando-se na altura trabalhos de florestação, com a introdução de espécies como o pinheiro manso, pinheiro bravo, eucaliptos, ciprestes e a reintrodução do sobreiro e da azinheira, nas áreas que os agricultores e ceareiros foram sucessivamente libertando.
Em 1963, os Serviços Florestais passaram também a gerir a Contenda Norte, não se desenvolvendo aí quaisquer trabalhos de florestação, já que a área estava quase toda ocupada por montado de azinho, tendo-se verificado a partir dessa altura, uma alteração significativa na exploração da propriedade.
De facto, com base no projecto de arborização elaborado em 1958, foi incrementada exclusivamente a instalação e desenvolvimento de povoamentos florestais mas a partir de 1963, no projecto então elaborado, considerava-se já que a área tinha condições excepcionais com vista às explorações cinegéticas e silvo-pastorícia, sendo relevante as acções de selecção e melhoramento desenvolvidas com gados das raças autóctones regionais, nomeadamente nos bovinos (mertolenga), nos caprinos (charnequenha) e ovinos (cruzamentos de campaniça), além de suportar a existência de raras espécies de fauna que interessava conservar. Estes aspectos passaram a ser condicionantes das práticas de silvícolas.
A partir desta altura, a Contenda foi coutada pelos Serviços de Caça e passou a ser usada pelo Presidente da República, que ali organizou as suas caçadas. Datam de então o inicio de alguns trabalhos e estudos de ordenamento cinegético, visando essencialmente a perdiz-vermelha, considerada a espécie localmente mais importante, assim como a criação de "reservas integrais" onde, para além da preservação do habitat de algumas espécies selvagens raras, se procuraria inferir da evolução natural da vegetação nestas condições ecológicas.
Após 1975 tendo sido extintas as coutadas em Portugal, foi tentada a criação de uma "zona de caça condicionada" na Contenda, facto que não foi compreendido pelos caçadores que, em dois Domingos invadiram a área e destruíram praticamente a população de perdizes da zona a norte da ribeira do Murtigão. Manteve-se no entanto, e apesar de tudo, reservada a área de distribuição das espécies cinegéticas protegidas mais importantes, a sul da referida ribeira.
As novas perspectivas de trabalho no campo da conservação e da cinegética desenvolvidas no país a partir de 1974, vieram no entanto a determinar que, propondo o Serviço de Caça Português a constituição da primeira grande experiência de uso múltiplo da Contenda, com a compatibilização a cinegética e conservação, com as explorações florestais, pastoril e
apícola da propriedade, a caça ali viesse a ser proibida a partir de 1975 e até ao ano de 1985, altura em que através de uma portaria é implementada a Zona de Caça Condicionada do Perímetro Florestal da Contenda.
Inicia-se então um processo venatório ordenado, sustentado nas capacidades do meio, evoluindo para Zona de Caça Nacional do Perímetro Florestal da Contenda, através de um Decreto-Lei datado de 1987. Nesta altura é cessado o contrato de arrendamento existente, tendo sido assinado um protocolo entre os dois organismos.
A 10 de Stembro de 2011 foram assinados protocolos entre a Herdade da Contenda e a APIGUADIANA